# Ангольско-намибийские отношения
Ангольско-намибийские отношения — двусторонние дипломатические отношения между Анголой и Намибией. Протяжённость государственной границы между странами составляет 1427 км.

## История
В 1960-х годах был сформирован альянс между СВАПО и МПЛА, Ангола и Намибия стремились свергнуть колониальные режимы (Португальской империи и режим апартеида в ЮАР). Война за независимость Намибии совпала с гражданской войной в Анголе и длилась почти 25 лет. В Анголе левое движение МПЛА боролось против движения правых взглядов УНИТА, которое пользовалось поддержкой Южной Африки. В Намибии СВАПО представляло собой повстанческое движение, которое боролось за независимость от Южной Африки. МПЛА и СВАПО разделяли общую идеологию и имели общего врага в лице Южной Африке, что и привело их к сотрудничеству. В 1999 году Намибия подписала пакт о взаимной обороне со своим северным соседом Анголой. Правящая партия Анголы получила союзника на юге страны и это оказало эффект на гражданскую войну в Анголе, которая началась в 1975 году.
Намибийская партия СВАПО оказывала поддержку правящей партии МПЛА в Анголе против повстанцев движения УНИТА, чей форпост находился в южной Анголе на границе с Намибией. Пакт обороны позволил вооружённым силам Анголы использовать территорию Намибии при нападении на лидера УНИТА Жонаша Савимби. Гражданская война в Анголе привела к возникновению большого числа ангольских беженцев в Намибии. В 2001 году насчитывалось свыше 30000 ангольских беженцев в Намибии. Нормализация ситуации в Анголе привела к возможности для многих из них вернуться в свои дома с помощью УВКБ ООН. В 2004 году только 12 600 ангольцев оставались в Намибии. Многие из них проживали в лагере беженцев Озире около города Очиваронго. С 1995 по 2003 год Чарльз Намолох, ветеран войны за независимость Намибии, был верховным дипломатом Намибии в Анголе.